# Hans Wilhelm Geiger

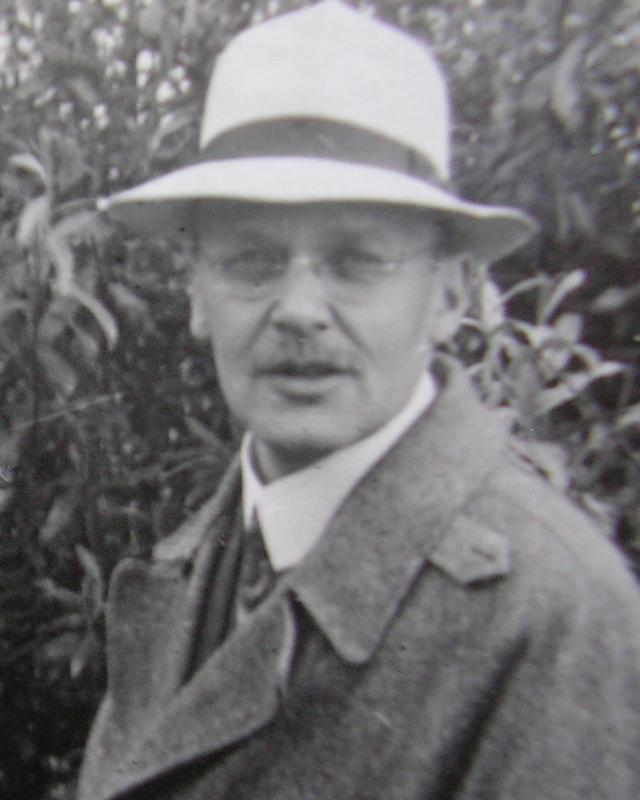
Hans Geiger (1928)

Johannes (Hans) Wilhelm Geiger (Neustadt an der Weinstraße, 30 september 1882 – Potsdam, 24 september 1945) was een Duits natuurkundige en – samen met Walther Müller – uitvinder van de geigerteller.

## Biografie
Geiger werd geboren in 1882 als zoon van Wilhelm Ludwig Geiger, hoogleraar Indologie aan de Universiteit van Erlangen. Hij begon in 1902 aan een studie natuur- en wiskunde aan de Universiteit van Erlangen. In 1906 promoveerde hij er onder Eilhard Wiedermann met het proefschrift Strahlungs-, Temperatur-, und Potentialmessungen in Entladungsröhren met stärke Strömen. 
Vanaf 1907 werkte hij als post-doc aan de Universiteit van Manchester, samen met Ernest Rutherford. Als assistent van Rutherford, naast de doctoraalstudent Ernest Marsden, was hij intensief bezig met het onderzoeken naar de eigenschappen van geïoniseerde atomen in gassen. Rutherford en hij ontdekten dat de zogenaamde alfadeeltjes bestonden uit heliumkernen. Het gedrag van deze deeltjes vormde in 1912 de basis voor het beroemde experiment van Rutherford met goudfolie, waarbij de samenstelling van atoombouw werd ontrafeld. 
In 1912 keerde hij terug naar Duitsland en werd hij hoofd van de Physikalisch-Technische Reichsanstalt in Berlin-Charlottenburg. Hier bouwde hij een laboratorium voor radioactiviteit en werkte hij samen met James Chadwick – die hem uit Manchester gevolgd was – en met Walther Bothe. Na het behalen van zijn habilitatie in 1924 werd hij het jaar erop hoogleraar in Kiel, in 1929 in Tübingen en vanaf 1936 in Berlijn. In Berlijn ontwikkelde hij, samen met promovendus Walther Müller, de Geiger-Müller-telbuis (kortweg geigerteller).
In 1929 werd hij onderscheiden met de Hughes Medal van de Royal Society, de Duddell Medal (1937) van de Royal Physical Society en in 1934 ontving hij de Arrheniusprijs.
Daarnaast was Geiger een van de ontdekkers van de Wet van Geiger-Nuttall (1911) en deed hij een aantal experimenten die aan de basis stonden van het atoommodel van Rutherford. Geiger behoorde ook tot de Uranverein (de uraniumvereniging), de groep wetenschappers die in nazi-Duitsland tevergeefs werkte aan de ontwikkeling van een Duitse atoombom. Over deze Uranverein wordt nog altijd druk gespeculeerd of de oorzaak van het falen van hun streven lag in gebrek aan wetenschappelijk inzicht of aan onwil vanuit ethische achtergronden. Hij overleed in Potsdam, enkele maanden nadat de Tweede Wereldoorlog definitief was beëindigd.
- Bibsys: 1055073
- Bibliothèque nationale de France: cb135168845 (data)
- CiNii: DA04082925
- Gemeinsame Normdatei: 118538144
- International Standard Name Identifier: 0000 0001 0935 0590
- Library of Congress Control Number: n83059890
- Nationale Bibliotheek van Letland: 000320655
- Mathematics Genealogy Project: 127912
- Nationale Bibliotheek van Tsjechië: mub2011672324
- Nationale bibliotheek van Australië: 36133490
- Nationale Bibliotheek van Israël: 987007275154405171
- Nederlandse Thesaurus van Auteursnamen: 068589026
- Réseau des bibliothèques de Suisse occidentale: 02-A023065968
- SNAC: w67w95h5
- Système universitaire de documentation: 129357553
- Trove: 1217783
- Virtual International Authority File: 110829329
- WorldCat: E39PBJth6wMJjWMx9b8r66Vt8C